# Контроне
Контроне је насеље у Италији у округу Салерно, региону Кампанија.
Према процени из 2011. у насељу је живело 666 становника. Насеље се налази на надморској висини од 198 м.

## Становништво
| 1951. | 1961. | 1971. | 1981. | 1991. | 2001. | 2011. |
| ----- | ----- | ----- | ----- | ----- | ----- | ----- |
| 1.373 | 1.226 | 1.114 | 1.042 | 1.047 | 943   | 872   |